# Bougadoum
Bougadoum (ou Boû Gâdoûm) est une ville et une commune du sud-est de la Mauritanie, située dans la région de Hodh Ech Chargui, à la frontière avec le Mali.

## Histoire
Le 1er avril 1905, l'émir Bakar est vaincu par les troupes du capitaine Frèrejean à Bou Gadoum.

## Démographie
Lors du recensement de 2000, Bougadoum comptait 29 045 habitants.